# Дигидрокортизон
Дигидрокортизон (5β-дигидрокортизон) — стероидный глюкокортикоидный гормон,  метаболизирующийся из кортизона при участии фермента 5β-редуктаза.
Превращение кортизона в 5β-дигидрокортизон происходит в тканях, богатых ферментами пирроловой системы, таких как печень и почки. Является мощным противовоспалительным препаратом. При участии гидроксистероида дегидрогеназа переходит в тетрагидрокортизон.

## Биосинтез
Процесс превращения кортизона в дигидрокортизон начинается с окисления кортизола до кортизона. Затем, благодаря действию фермента 5β-редуктазы, кортизон превращается в 5β-дигидрокортизон. Этот этап метаболизма особенно важен для обеспечения активности гормона в организме.
Химическая формула кортизона:

## Метаболизм
После образования дигидрокортизона он может подвергаться дальнейшему преобразованию. В частности, под воздействием фермента гидроксистероиддегидрогеназы, дигидрокортизон превращается в тетрагидрокортизон. Это соединение также играет важную роль в регуляции обмена веществ и воспалительного ответа организма.
Химическая формула дигидрокортизона:

## Фармакологические свойства
Дигидрокортизон является одним из наиболее активных естественных глюкокортикоидов. Он оказывает выраженное противовоспалительное действие за счет подавления синтеза медиаторов воспаления, таких как простагландины и лейкотриены. Кроме того, этот гормон способен снижать проницаемость капилляров и стабилизировать клеточные мембраны, что способствует уменьшению отека и воспаления.

## Применение
В медицинской практике дигидрокортизон используется для лечения различных воспалительных заболеваний, включая ревматоидный артрит, бронхиальную астму и аллергический ринит. Также его применяют при аутоиммунных заболеваниях, таких как системная красная волчанка и дерматомиозит.

## Побочные эффекты
Как и другие глюкокортикоиды, дигидрокортизон может вызывать ряд побочных эффектов, включая повышение артериального давления, увеличение массы тела, остеопороз и катаракту. Поэтому его применение должно осуществляться под строгим контролем врача.